# Santa Catalina (Ilocos Sur)
Santa Catalina ist eine Stadtgemeinde in der philippinischen Provinz Ilocos Sur und liegt am Südchinesischen Meer. Im Jahre 2015 zählte sie 13.945 Einwohner. In dem flachen Gebiet wird hauptsächlich Reis angebaut.
Santa Catalina ist in folgende neun Baranggays aufgeteilt:
- Cabaroan
- Cabittaogan
- Cabuloan
- Pangada
- Paratong
- Poblacion
- Sinabaan
- Subec
- Tamorong